# Leonid Wiktorowitsch Afanassjew
Leonid Wiktorowitsch Afanassjew (russisch Леони́д Ви́кторович Афана́сьев; * 20. August 1921 in Tomsk, Sibirien; † 5. Oktober 1995 in Moskau) war ein sowjetischer Komponist und Pilot.

## Leben
Leonid Wiktorowitsch Afanassjews Mutter war Klavierlehrerin. Zwischen 1931 und 1939 besuchte er die nach Nikolai Gawrilowitsch Tschernyschewski Schule in  Semipalatinsk. Nach dem Schulabschluss 1939  ließ er sich 1940 in Orenburg an der dortigen Luftwaffenakademie zum Piloten ausbilden und diente anschließend von 1943 bis 1945 im Zweiten Weltkrieg, wobei er Kommandant eines eigenen Geschwaders wurde und 116 Kampfeinsätze flog. Schwer verletzt wurde er aus dem Kriegsdienst entlassen und studierte von 1946 bis 1951 Musik am Kasachischen Nationalkonservatorium bei Jewgeni Brussilowski (1905–1981). Seine Meisterklasse absolvierte er von 1951 bis 1952 am Moskauer Konservatorium bei Aram Chatschaturjan.
Während seiner Karriere als Musiker war er als Songwriter aktiv und begann ab 1956 mit dem Komponieren von Filmmusiken, darunter Sein erstes Konzert, Es geschah in der Aufklärung und Auch du wirst den Himmel sehen. Für seine Arbeiten wurde er unter anderem 1986 zum Volkskünstler der RSFSR und 1952 für sein erstes Violinkonzert mit dem Stalinpreis ausgezeichnet.

## Werke (Auswahl)

### Filmografie (Auswahl)
- 1956: Sein erstes Konzert (Призвание)
- 1958: Du bist nicht allein (Стучись в любую дверь)
- 1962: Als die Bäume groß waren (Когда деревья были большими)
- 1965: Eishockeyspieler (Хоккеисты)
- 1965: Taigatrupp (Таёжный десант)
- 1968: Es geschah in der Aufklärung (Это было в разведке)
- 1969: Testflug (Неподсуден)
- 1973: Die großen Habenichtse (Великие голодранцы)
- 1975: Das Geheimnis der Berghöhle (Тайна горного подземелья)
- 1977: Rote Schwarzerde (Красный чернозём)
- 1978: Auch du wirst den Himmel sehen (И ты увидишь небо)
- 1978: Blaue Blitze (Голубые молнии)
- 1979: Vater und Sohn (Отец и сын)
- 1996: Jermak – Ein Kosakenataman erobert Sibirien (Ермак)

### Bühnenwerke
- Калифорнийский сувенир [Kalifornisches Souvenir], Operette, 1970

### Instrumentalmusik
- Друзьям-однополчанам [Freunde-Kameraden]. Sinfonie, 1969
- Vier sinfonische Dichtungen
  - Молодежная [Jugend]. Sinfonisches Gedicht
  - Черноморцы [Das schwarze Meer]. Sinfonisches Gedicht
  - Sortawala. Sinfonisches Gedicht
- Konzertwalzer, 1950
- Violinkonzert, 1951
- Konzert für Violine, Klavier und Orchester
- Zwei Streichquartette
  - Nr. 1, 1950
  - Nr. 2 1956
- Blechbläserquartett
- Werke für Violoncello und Klavier

### Lieder
Er schrieb mehr als 200 Lieder.